# Dictyna dauna
Dictyna dauna là một loài nhện trong họ Dictynidae.
Loài này thuộc chi Dictyna. Dictyna dauna được Ralph Vary Chamberlin & Willis J. Gertsch miêu tả năm 1958.